# Quarto Gabinete Merkel
O quarto gabinete da chanceler Angela Merkel foi o governo da Alemanha, empossado em 14 de março de 2018, depois que Merkel foi indicada pelo presidente da Alemanha, Frank-Walter Steinmeier, e eleita na primeira votação. Esse é o 24º gabinete da Alemanha (como República).
Esse governo foi apoiado por uma coalização da União Democrata-Cristã (CDU), a União Social-Cristã (CSU) e os Social-Democratas (SPD). Em outubro de 2021, ele foi dissolvido e o país passou por um período de transição política, encerrado em dezembro.

## Composição
O governo é composto pela chanceler Angela Merkel e quinze ministros federais. Quatorze ministros chefiam departamentos específicos, enquanto o Chefe da Chancelaria possui status de Ministro Federal para Assuntos Especiais, porém, sem pasta específica. A CDU possui 7 posições, o SPD tem 6 e o CSU tem 3.
| Ordem | Posto                                                  | Foto | Titular                    | Partido | Período                                        | Secretarias de Estado |
| ----- | ------------------------------------------------------ | ---- | -------------------------- | ------- | ---------------------------------------------- | --- |
| 1     | Chanceler da Alemanha                                  |      | Angela Merkel              | CDU     | 22 de Novembro de 2005 – 8 de Dezembro de 2021 | Annette Widmann-Mauz (StMin) Migrantes, Refugiados e Integração Monika Grütters (StMin) Cultura e Mídia Hendrik Hoppenstedt (StMin) Integração nacional Dorothee Bär (StMin) Digitalização |
| 2     | Vice-Chanceler da Alemanha Ministro das Finanças       |      | Olaf Scholz                | SPD     | 14 de março de 2018 – 8 de Dezembro de 2021    | Bettina Hagedorn Christine Lambrecht |
| 3     | Ministro do Interior                                   |      | Horst Seehofer             | CSU     | 14 de março de 2018 – 8 de Dezembro de 2021    | Günter Krings Stephan Mayer Marco Wanderwitz |
| 4     | Ministro das Relações Internacionais                   |      | Heiko Maas                 | SPD     | 14 de março de 2018 – 8 de Dezembro de 2021    | Niels Annen (StMin) Michelle Müntefering (StMin) Cultura Michael Roth (StMin) European affairs                                                                                             |
| 5     | Ministro da Economia e Tecnologia                      |      | Peter Altmaier             | CDU     | 14 de março de 2018 – 8 de Dezembro de 2021    | Thomas Bareiß Christian Hirte Assuntos dos Estados orientais Oliver Wittke |
| 6     | Ministra da Justiça e de Proteção ao Consumidor        |      | Katarina Barley            | SPD     | 14 de março de 2018 – 27 de junho de 2019      | Rita Hagl-Kehl Christian Lange |
| 6     | Ministra da Justiça e de Proteção ao Consumidor        |      | Christine Lambrecht        | SPD     | 27 de junho de 2019 – 8 de Dezembro de 2021    | Rita Hagl-Kehl Christian Lange |
| 7     | Ministro do Trabalho e Assuntos Sociais                |      | Hubertus Heil              | SPD     | 14 de março de 2018 – 8 de Dezembro de 2021    | Annette Kramme Kerstin Griese |
| 8     | Ministra da Defesa                                     |      | Ursula von der Leyen       | CDU     | 14 de março de 2018 – 17 de julho de 2019      | Thomas Silberhorn Peter Tauber General Eberhard Zorn Inspetor Geral do Exército |
| 8     | Ministra da Defesa                                     |      | Annegret Kramp-Karrenbauer | CDU     | 17 de julho de 2019 – 8 de Dezembro de 2021    | Thomas Silberhorn Peter Tauber General Eberhard Zorn Inspetor Geral do Exército |
| 9     | Ministra da Agricultura e Nutrição                     |      | Julia Klöckner             | CDU     | 14 de março de 2018 – 8 de Dezembro de 2021    | Hans-Joachim Fuchtel Michael Stübgen |
| 10    | Ministra da Família, Idosos, Mulheres e Jovens         |      | Franziska Giffey           | SPD     | 14 de março de 2018 – 8 de Dezembro de 2021    | Caren Marks Stefan Zierke |
| 11    | Ministro da Saúde                                      |      | Jens Spahn                 | CDU     | 14 de março de 2018 – 8 de Dezembro de 2021    | Thomas Gebhardt Sabine Weiss |
| 12    | Ministro dos Transportes e Estrutura Digital           |      | Andreas Scheuer            | CSU     | 14 de março de 2018 – 8 de Dezembro de 2021    | Steffen Bilger Enak Ferlemann |
| 13    | Ministra do Meio Ambiente e Segurança Nuclear          |      | Svenja Schulze             | SPD     | 14 de março de 2018 – 8 de Dezembro de 2021    | Florian Pronold Rita Schwarzelühr-Sutter |
| 14    | Ministra da Educação e Ciência                         |      | Anja Karliczek             | CDU     | 14 de março de 2018 – 8 de Dezembro de 2021    | Michael Meister Thomas Rachel |
| 15    | Ministro para Cooperação e Desenvolvimento da Alemanha |      | Gerd Müller                | CSU     | 17 de dezembro de 2013 – 8 de Dezembro de 2021 | Norbert Barthle Maria Flachsbarth |
| 16    | Ministro para Assuntos Especiais Chefe da Chancelaria  |      | Helge Braun                | CDU     | 14 de março de 2018 – 8 de Dezembro de 2021    | |